# Tenomerga mucida
Tenomerga mucida är en skalbaggsart som först beskrevs av Louis Alexandre Auguste Chevrolat 1844.  Tenomerga mucida ingår i släktet Tenomerga och familjen Cupedidae. Inga underarter finns listade i Catalogue of Life.

## Bildgalleri

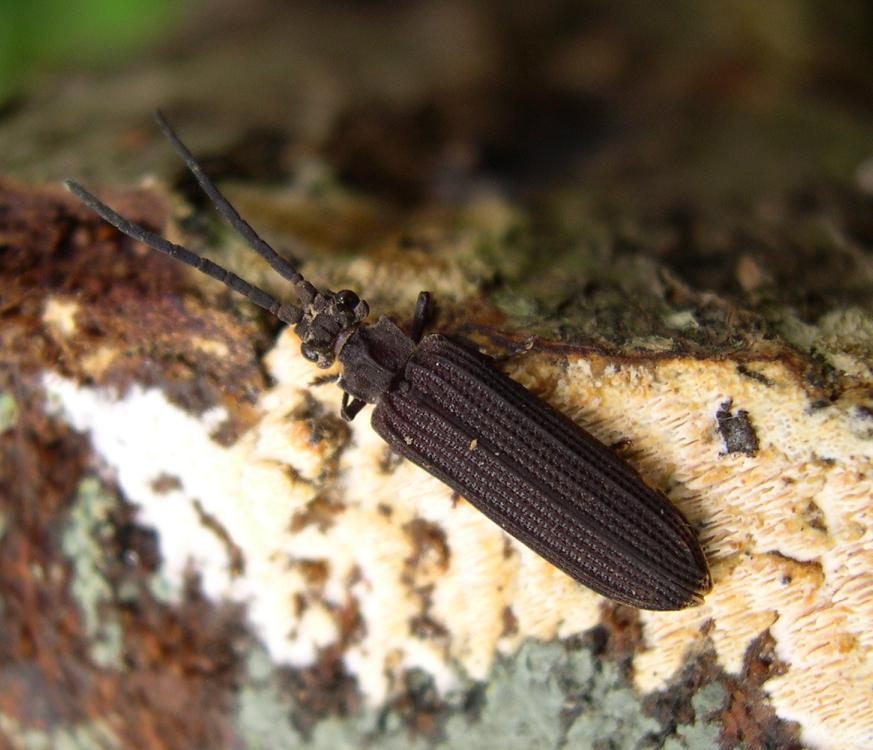